# Bronisławów (Piotrków)
Pour les articles homonymes, voir Bronisławów.
Bronisławów (prononciation [brɔniˈswavuf]) est un village de la gmina de Wolbórz, du powiat de Piotrków, dans la voïvodie de Łódź, situé dans le centre de la Pologne.
Il se situe à environ 9 kilomètres au sud-est de Wolbórz (siège de la gmina), 16 kilomètres à l'est de Piotrków Trybunalski (siège du powiat) et 50 kilomètres au sud-est de Łódź (capitale de la voïvodie).

## Administration
De 1975 à 1998, le village était attaché administrativement à l'ancienne voïvodie de Piotrków.

Depuis 1999, il fait partie de la nouvelle voïvodie de Łódź.